# 梁焯滿
梁焯滿（英語：Samuel Leung Cheuk-Moon，1975年11月3日—），暱稱肥屍，香港男演員、編劇及導演。

## 簡歷
梁焯滿1975年出生，是香港小姐梁佩瑚及男歌手焯皓（原名梁焯豪）排行最細的胞弟。1994年在蘭桂坊被電影監製發掘後加入娛樂圈，多年來拍下不少電影，多數演古惑仔角色。他曾兩度參演《古惑仔電影系列》的配角，最為人熟悉的是1996年《古惑仔3之隻手遮天》飾演的「肥屍」。
2000年他在三級片《獸性新人類》中與性感女星譚筠怡演出。自此他與三級片結下不解之緣，曾參演電影《蜜桃成熟時33D》及《鴨王2》等。而後主要在中國大陸發展，曾擔任娛樂公司及香港汽車美容公司的老闆，亦常登台演出及參演微電影。
感情方面，梁焯滿於2003年與拍拖三年的女友陳靜霞結婚，2006年離婚，前妻在2017年因病離世。
2017年，梁自編自導自演大陸網絡電影《江湖之社團風暴》。

## 電影
- 1995：壞孩子俱樂部
- 1995：流氓醫生
- 1995：馬路英雄II非法賽車 飾 鋼條
- 1996：旺角揸Fit人 飾 徐淇安
- 1996：古惑仔3之隻手遮天 飾 肥屍
- 1996：去吧！揸Fit人兵團 飾 阿滿
- 1996：飛虎雄心2之傲氣比天高
- 1996：阿金
- 1997：麻雀飛龍
- 1997：97古惑仔之戰無不勝 飾 梁家滿（生野）
- 1997：算死草
- 1997：飛一般愛情小說
- 1998：超時空要愛 飾 馬丁/東吳逃兵
- 1998：野獸刑警
- 1999：蜜桃成熟時3蜜桃仙子
- 1999：千王之王2000
- 1999：東堤渡假鬼屋
- 1999：反骨仔
- 1999：好兄吾兄
- 1999：山狗1999 飾 吹水
- 1999：四人幫之錢唔夠洗
- 1999：古惑仔激情篇洪興大飛哥
- 1999：烈火戰車2極速傳說 飾 肥屍
- 2000：黑獄斷腸歌2之無期徒刑 飾 囚犯紅孩兒
- 2000：笨小孩
- 2000：賊公子
- 2000：古惑女2 飾 廢柴
- 2000：制服誘惑2地下法庭
- 2000：殺人渡假屋 飾 Sunny
- 2000：行規
- 2000：里程
- 2000：香港處男 飾 田中
- 2000：情陷百樂門
- 2000：鐵男本色
- 2000：獸性新人類
- 2000：野獸童黨 飾 Fly
- 2000：僱傭兵
- 2000：砵蘭街馬王
- 2000：社團之撚位
- 2000：藍煙火 飾 老鼠
- 2000：生化特警之喪屍任務
- 2000：特警新人類2
- 2001：耀武揚威 飾 史力加
- 2001：極速鎗王
- 2001：決一死戰
- 2001：鎗神傳說
- 2001：旺角暴族
- 2001：烹屍之喪盡天良 飾 張偉基
- 2001：15歲半
- 2001：與查理斯午餐
- 2001：老夫子2001
- 2001：發電俏嬌娃
- 2001：Fing頭K王之王
- 2001：二五傳說
- 2001：武神黑俠
- 2001：終極強姦獸性誘惑
- 2002：零二房間
- 2002：火線生死戀
- 2002：偷窺無罪
- 2002：茶餐廳十四號
- 2002：旺角半熟少女
- 2008：金瓶梅
- 2008：金瓶梅2：愛的奴隸
- 2009：旺角監獄 飾 雞精
- 2009：金錢帝國 飾 阿輝
- 2011：蜜桃成熟時33D 飾 大哥成
- 2015：色模
- 2016：鴨王2 飾 龍少

## 電視劇（無綫電視）
| 首播   | 劇名     | 角色 | 性質     |
| 2023年 | 一舞傾城 | 肥屍 | 特別演出 |

## 外部連結
- 梁焯滿在香港影庫上的簡介
- 梁焯滿的新浪微博